# Mohammad Najibullah
Ne doit pas être confondu avec Mohammed Naguib.
 (juin 2010).
Si vous disposez d'ouvrages ou d'articles de référence ou si vous connaissez des sites web de qualité traitant du thème abordé ici, merci de compléter l'article en donnant les références utiles à sa vérifiabilité et en les liant à la section « Notes et références ».
Mohammad Najibullah Ahmadzai, ou simplement Mohammad Najibullah, parfois surnommé Dr. Najib, est un homme d'État afghan, né le 6 août 1947 à Gardêz et mort assassiné le 27 septembre 1996 à Kaboul. Il est le cinquième et dernier chef d'État de la république démocratique d'Afghanistan.
Chef des services secrets du régime communiste afghan, il prend durant la guerre soviétique en Afghanistan la tête de l'État et du Parti démocratique populaire d'Afghanistan, pour remplacer Babrak Karmal qui avait perdu la confiance de l'URSS. Il tente de consolider le régime et de se maintenir au pouvoir après le retrait soviétique mais sa tentative de lancer une politique de « réconciliation nationale » échoue et il est renversé en 1992. Dans l'incapacité de quitter le pays, il se réfugie dans les bâtiments de l'ONU à Kaboul, où il demeure cloîtré durant quatre ans. En 1996, les talibans prennent la capitale, pénètrent dans les bâtiments de l'ONU et assassinent Najibullah.

## Les premières années
Né à Kaboul d'une famille pachtoune, son père est consul puis attaché commercial à Peshawar. Najibullah y apprend l'ourdou ainsi que l'anglais. Il fréquente le lycée Habibia, où il acquiert une réputation d'activiste. Il accède ensuite à l'université de Kaboul, où il participe à un soulèvement hostile au Premier ministre Mohammed Youssouf et connaît deux courtes incarcérations. Il obtient ultérieurement son diplôme de médecin gynécologue en 1975. Il adopte rapidement le patronyme de Najib (afin de marquer son athéisme il change Najibullah, qui signifie littéralement « ami de Dieu »), sa tendance à briser le cou des prisonniers lors des séances de torture lorsqu’il dirigeait les services secrets du régime communiste lui vaudra le surnom de « Najib-e-Gaw » (Nadjib le bœuf).
Il rejoint rapidement le Parcham, une faction du Parti démocratique populaire d'Afghanistan en 1965, dont la figure de proue est alors Babrak Karmal. Najibullah et Massoud se connaissent dès leur jeunesse. En effet, ils habitaient dans la même rue à Kaboul.

## Carrière politique
Dès 1977, Najibullah accède au comité central du PDPA et, l'année suivante, il dirige le comité de Kaboul et intègre le conseil révolutionnaire. L'autre faction du Parti communiste afghan, le Khalq, s'impose bientôt au détriment du Parcham. Najibullah est ainsi écarté des instances dirigeantes, avec un exil doré comme ambassadeur en Iran puis en Yougoslavie. Lorsque l'épuration se durcit, il est révoqué et destitué de sa nationalité afghane. Il s'exile alors dans les pays de l'est puis en Union soviétique.
Il revient à Kaboul à la suite de l'invasion soviétique de 1979-1980. Babrak Karmal, à l'instigation des Soviétiques (avec l'appui notable d' Andropov), le place à la tête du Khâd, la police secrète afghane. Ce médecin acquiert une réputation de tortionnaire, et ordonne de nombreuses exécutions d'opposants de tous bords, qu'il s'agisse de communistes « khalqis », de « moudjahidines » (résistants), ou de personnes supposées critiques à l'égard du régime communiste. Il s'entoure de 2 à 4 adjoints, eux-mêmes à la tête d'une douzaine de bureaux, qui embauchent entre 30 et 40 000 agents (et autant d'informateurs). Il distribue les postes-clés parmi ses réseaux familiaux privés ou ses proches de la faculté de médecine. Au niveau budgétaire, aucune ligne de crédit n'est prévue a priori : tous les financements sont couverts en fin d'exercice. C'est au titre de ces fonctions qu'il entre en 1981 au Politburo, avant d'en devenir secrétaire général fin 1985. Le Khâd est érigé en ministère de plein exercice au mois de janvier 1986, avant que Najibullah ne succède en mai 1986 à Babrak Karmal comme chef du régime communiste.

## Président de la République (1987-1992)
En mai 1986, Haji Mohammad Chamkani, succédant à Babrak Karmal, devient président du conseil révolutionnaire par intérim. En tant que chef des services secrets, Mohammad Najibullah assure la réalité du pouvoir. Une nouvelle constitution est adoptée en novembre 1987 par la Loya Jirga, qui approuve formellement la nomination de Najbullah à la tête de l'État : établissement d'un système de partis multiples, liberté d'expression et rétablissement de l'islam légal, présidé par une justice indépendante. Il accentue la constitution d'un clergé officiel d'oulémas et insiste sur la promotion professionnelle des femmes, notamment via le « Conseil des femmes d'Afghanistan », fort de 108 400 membres (dont 28 000 « intellectuelles »). Il lève les restrictions au commerce et élève le nombre d'hectares accessibles à une propriété individuelle, actant l'échec de la collectivisation des terres. De cette façon, il stabilise sa position politique face à la perspective du retrait des troupes soviétiques : le 20 juillet 1987, le retrait des troupes soviétiques est en effet annoncé. Najibullah cumule alors les fonctions de chef dÉtat, président du Conseil des ministres et président du Conseil supérieur de la défense, tout en confiant aux partisans de l'ancien régime monarchique certaines responsabilités.
C'est également durant sa présidence que les succès soviétiques de 1985-1986 ont eu lieu : les camps de moudjahidines situés sur la frontière pakistanaise sont sévèrement touchés, les Soviétiques lancent également de grandes offensives dans les régions d'Hérat et de Kandahar, touchant durement les rebelles.
En juillet 1987, Najibullah propose aux rebelles une réconciliation nationale en leur offrant 20 sièges au conseil d'État, 12 de ministres et le poste de Premier ministre, ainsi qu'une transformation de l'Afghanistan en État non-aligné islamique. Les questions de police, de sécurité ainsi que militaires ne sont pas mentionnées. Mais cette offre est repoussée à plusieurs reprises alors que les partis rebelles islamistes modérés étaient prêts à l'accepter.
Najibullah réorganise alors le gouvernement pour faire face seul aux moudjahidines et lance une campagne de « réconciliation nationale ». Une Loya Jirga le désigne, le 30 septembre 1987, comme président du conseil révolutionnaire en titre en remplacement de Chamkani, lequel retrouve le poste de vice-président qu'il occupait sous Babrak Karmal : la nouvelle constitution entre en vigueur en novembre 1987, le nom du pays redevient « république d'Afghanistan » et le Conseil d'État est remplacé par une Assemblée nationale où tous les partis peuvent accéder (sauf les islamistes). Peu de temps après, il rebaptise le Parti démocratique populaire d'Afghanistan en Watan (« Patrie »). Najibullah devient président de la République et Mohammad Hassan Sharq (en), homme de la société civile n'appartenant à aucun parti, est nommé Premier ministre. L'instabilité demeure vive, et Najibullah remplace 23 des 29 gouverneurs de région pour éviter un coup d'État le 14 mai 1988.
Le 7 juin 1988, le président Najibullah s'exprime à l'Assemblée générale des Nations unies et propose un plan de paix pour l'Afghanistan.

## Retrait soviétique et guerre civile
Juste après le départ soviétique, Najibullah remodèle le gouvernement qui connaissait une crise interne et déclare l'état d'urgence après l'enlèvement d'un ministre ; il remplace tous les ministres sans parti du gouvernement. L'Union soviétique continue d'aider l'Afghanistan militairement, économiquement et en fournissant des aides d'urgence en nourriture et carburant, pour cause d'hivers rigoureux, (en 1989 et 1990) entraînant des pertes de récoltes.
Une grande partie de l'équipement militaire appartenant aux unités soviétiques évacuant l'Europe de l'Est est fournie à l'Afghanistan, avec un approvisionnement assuré ; l'armée de l'air afghane, qui avait développé une tactique réduisant au minimum la menace des missiles Stinger, décourage des attaques de masse contre les villes. Des missiles à moyenne portée, en particulier des Scuds, sont lancés avec succès de Kaboul pour la défense de Jalalabad, à 235 kilomètres de distance.
La victoire de Jalalabad rétablit nettement le moral du gouvernement de Kaboul. Son armée prouve qu'elle est capable de combattre efficacement à côté des troupes déjà endurcies des forces spéciales soviétiques - qualifiées de sécurité. Les défections diminuent nettement quand il est devenu évident que la résistance est dans le désordre le plus total, sans possibilité pour elle d'envisager une victoire rapide. Cependant, les forces gouvernementales reposent largement sur des milices, directement chapeautées par la présidence de la République, qui concurrencent les troupes régulières, sont payées au résultat et fidélisées par les exécutions systématiques de leurs prisonniers par les moudjahidines. Ce faisant, elles imposent progressivement leurs conditions et saignent le budget de l'État.
L'appui soviétique atteint une valeur de 3 milliards de dollars par an en 1990. Kaboul a remporté une victoire qui montre les faiblesses des moudjahidines, politique et militaire. Le gouvernement de Najibullah survit pendant encore deux années. Par la suite, les divisions dans ses propres rangs, y compris la défection du général Abdul Rachid Dostom affaiblissent la résistance du gouvernement. En mars 1990, son gouvernement résiste à un coup d'État du Khald, dirigé par le ministre de la Défense Shahnawaz Tanai. Gulbuddin Hekmatyar était l'un des principaux défenseurs du coup d'État.
Najibullah travaille à un compromis pour finir la guerre civile avec Ahmad Shah Massoud, soutenu par les Nations unies mais les discussions tournent court et le gouvernement tombe. En 1992, Najibullah accepte de se ranger en faveur d'un gouvernement transitoire. Il annonce également qu'un parlement pluripartite serait établi « dans quelques mois », sur la base « d'élections libres et démocratiques ».
Au cours du mois d'avril 1992, le régime s'effondre : en contestation de la politique d'ouverture aux Pachtounes, le général communiste ouzbek Abdul Rashid Dostom fait défection et rallie le Jamaat-i-Islami, parti islamiste à dominante tadjik, et place son bastion de Mazar-i-Sharif à leur service. Les réserves de munitions et d'armes considérables que Najibullah avait conservées servent durant la guerre civile entre moudjahidines et talibans. Pendant l'hiver 1992, Kaboul, privée de l'aide soviétique (l'URSS ayant disparu et Najibullah ayant démissionné), se retrouve sans carburant ni nourriture. 
Mohammed Najibullah propose de démissionner dès le 18 mars 1992 afin de permettre la mise en place d'un gouvernement intérimaire neutre ; le 16 avril 1992, il est destitué par son propre parti à la suite de la perte de la base aérienne de Bagram, ainsi que de la ville de Charikar, prises par les rebelles de la Jamiat-i Islam. Son ministre de l'Intérieur (Ghôlam Faruq) et le directeur des services secrets, le WAD (Yaqubi), sont abattus en pleine rue par des inconnus.

## Chute de Kaboul
Le 17 avril 1992, Kaboul tombe entre les mains des moudjahidines, Najibullah essaye de fuir Kaboul pour Moscou, mais il en est empêché par Abdul Rachid Dostom. Il trouve refuge dans le bâtiment des Nations unies à Kaboul, où il reste en détention virtuelle jusqu'en 1996 (le bâtiment de l'ONU ayant le même statut qu'une ambassade étrangère).

## Prise de Kaboul et assassinat
Avant la chute de Kaboul, un rapport des Nations unies fait écho de la situation alarmante dans laquelle se trouve le président Najibullah.

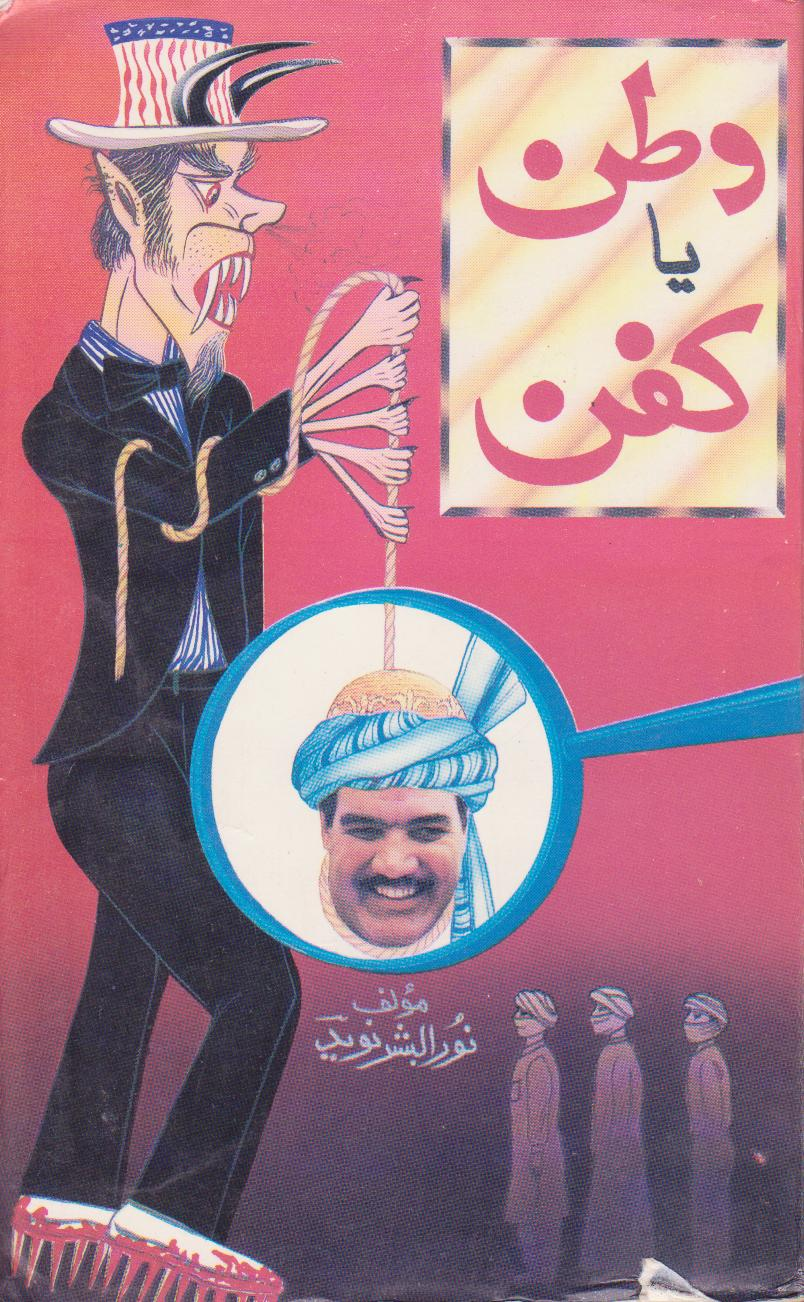
La mort de Mohammad Najibullah caricaturée dans le journal Al-Watan.

Le jour de la prise de Sarobi par les talibans, Najibullah envoie un message de détresse aux Nations unies à Islamabad, leur demandant de l'évacuer de Kaboul avec son frère Shahpur Ahmadzai, et leurs compagnons. Mais l'ONU ne répond pas en raison du brouillage de son message par les services spéciaux pakistanais favorables aux talibans. La femme de Najibullah, Fatana, et leurs trois filles, se sont réfugiées à New Delhi en 1992. Le commandant Massoud avait proposé à l'ex-président de l'évacuer, ce qu'il avait refusé, sûr de la protection des Nations unies.
Massoud, alors commandant des forces armées, aurait demandé à Najibullah de suivre les moudjahidines dans leur retraite vers le nord, lui assurant le passage vers un pays de l'ex-URSS, Najibullah aurait refusé.
Najibullah envoie un dernier message désespéré via la radio onusienne vers Islamabad mais il est trop tard. En effet, un commando spécial taliban de cinq hommes, sous les ordres du mollah Abdul Razak, chef militaire des talibans, avait été désigné pour le supprimer. 
En 1996, Najibullah est traîné en dehors de l'immeuble des Nations unies, ainsi que son frère et ses compagnons. Les talibans le torturent, le contraignent à signer des papiers liés à la ligne Durand (délimitant la frontière entre l'Afghanistan et le Pakistan), puis Najibullah et son frère sont transportés au palais présidentiel, à nouveau torturés puis tués. Pour finir, les talibans suspendent leurs corps aux poteaux de signalisation juste en dehors du palais, là où jadis il avait critiqué le Pakistan pour son intervention dans la guerre afghane, à seulement quelques blocs du siège des Nations unies à Kaboul.
Le mollah Mohammad Rabbani, nommé à la tête du Conseil suprême à Kaboul, déclare que Mohammad Najibullah a été condamné à mort pour avoir été communiste et meurtrier et lui interdit un enterrement religieux. Son corps est cependant ramené par les soins du comité international de la Croix-Rouge à Gardêz, dans la province de Paktiya, où il était né, pour y être inhumé.
La communauté internationale dans son ensemble et plus particulièrement les pays musulmans condamnent fermement l'assassinat de Najibullah et l'ONU affiche son désespoir dans un rapport du conseil de sécurité après son assassinat. Des résolutions sont prises à l'encontre du gouvernement taliban à la suite de son exécution. La veuve de Najibullah, Fatana dépose une plainte au tribunal international de La Haye [Lequel ?], en décembre 1996, où elle demande un procès des meurtriers et commanditaires du meurtre de son mari et de son beau-frère. Elle renouvellera sa demande plusieurs fois par la suite, la dernière datant de janvier 2015[réf. nécessaire].

## Héritage et postérité
Après la chute du régime des talibans, les discours et portraits de Najibullah ont retrouvé à nouveau une certaine popularité auprès de la population afghane, spécialement dans la capitale Kaboul. Il incarne aux yeux de certaines parties de la population, notamment les femmes, un symbole de modernité, d'égalité des sexes, de souveraineté à l'égard du Pakistan et de puissance régionale.
En 2008, Radio Kaboul (en) effectue un sondage avec comme question : « Sous quel régime l'Afghanistan était-il le mieux gouverné ? » 93,2 % des sondés ont répondu : « Sous le régime de Najibullah ».
À l'occasion du 12e anniversaire de sa mort, ses partisans se sont réunis pour honorer sa mémoire. L'organisateur de la réunion, Dzhabarhel Shirulla Vatan a déclaré que l'assassinat de Najibullah a été commis par « des ennemis du peuple afghan aux ordres de l'étranger » : le Pakistan est clairement désigné. Depuis, les nostalgiques du régime de Najibullah se réunissent le 27 septembre de chaque année.
En Afghanistan, il existe une fondation nommée en l'honneur du Dr Najib. Bien que la renaissance d'un Parti communiste en Afghanistan soit parfois évoquée, la plupart des Afghans se souviennent surtout de Najibullah en modernisateur et patriote.